# Gouvernement Cherson
Het gouvernement Cherson (Russisch: Херсонская губерния, Chersonskaja goebernija; Oekraïens: Херсонська губерні, Chersons`ka hoebernija) was een gouvernement (goebernija) van het keizerrijk Rusland. Het gouvernement grensde aan de rivieren Dnjepr en Dnjestr in Zuidelijk Oekraïne. Het grensde aan de gouvernementen Bessarabië, Kiev, Poltava, Jekaterinoslav en Taurida. De hoofdstad was Cherson.

## Geschiedenis
Het gouvernement ontstond in 1802 uit het gouvernement Nieuw-Rusland. Het stond bekend als het gouvernement Nikolajev tot 1803, toen de hoofdstad veranderde van Nikolajev naar Cherson en het gouvernement werd hernoemd tot gouvernement Cherson.
Vanaf 1809 omvatte het gouvernement vijf oejezden. De stad Odessa had een speciale status tot 1825; toen werd Odessa onderdeel van het gouvernement Cherson. Het gebied rond Bobrynets was van 1828 tot 1865 een aparte oejezd. De steden Odessa en Nikolajev en hun omliggend gebied werden in de periode 1803–1861 apart bestuurd. Odessa werd een gradonachalnik direct bestuurd door de tsaar en vanaf 1822 door de gouverneur-generaal van Nieuw-Rusland en Bessarabië. Nikolajev werd bestuurd door een militaire gouverneur.
In 1920 werd 70.600 km² van het gouvernement overgedragen aan het nieuwe gouvernement Odessa. Het gouvernement Cherson werd hernoemd tot gouvernement Nikolajev in 1921 en in 1922 werd de rest van het gouvernement Cherson onderdeel van het gouvernement Odessa. In 1925 werd het gouvernement Odessa afgeschaft en het gebied werd onderverdeeld in zes okroegen. In 1922 werd het grootste gebied onderdeel van de oblast Cherson. 